# フェリペ・マッサ
フェリペ・マッサ（Felipe Massa, 1981年4月25日 - ）は、ブラジル出身のレーシングドライバー。
F1にてザウバー、フェラーリ、ウィリアムズで活躍。通算11勝を記録した。近年は、FIA委員会の役員も務めている。

## 初期の経歴
祖父はイタリアのフォッジャ県チェリニョーラからの移民で、イタリア移民としては比較的最近の世代の家系に生まれた。
8歳でカートレーシングを始め、国内外の選手権で9年間活動した。
1998年にジュニアフォーミュラにステップアップし、フォーミュラ・シボレーのブラジル選手権に参戦。初年度にランキング5位を獲得し、翌年には10戦中3勝を挙げ選手権タイトルを獲得した。
2000年にはヨーロッパへ渡り、フォーミュラ・ルノーのイタリア選手権とユーロカップに参戦し、両選手権ともにタイトルを獲得した。
2001年にはF3へステップアップする機会を得たが、イタリアを中心に開催されているユーロF3000（現・ユーロ3000選手権）への参戦を選び、参戦初年度にもかかわらず8戦中6勝を挙げるという圧倒的成績でタイトルを獲得した。
この活躍に注目したザウバーからF1テストの機会を与えられ、テストの結果ザウバーとの契約を勝ち取り、翌年からF1参戦を果たす。

## F1の経歴（2002年 - 2017年）

### ザウバー時代

#### 2002年・2003年

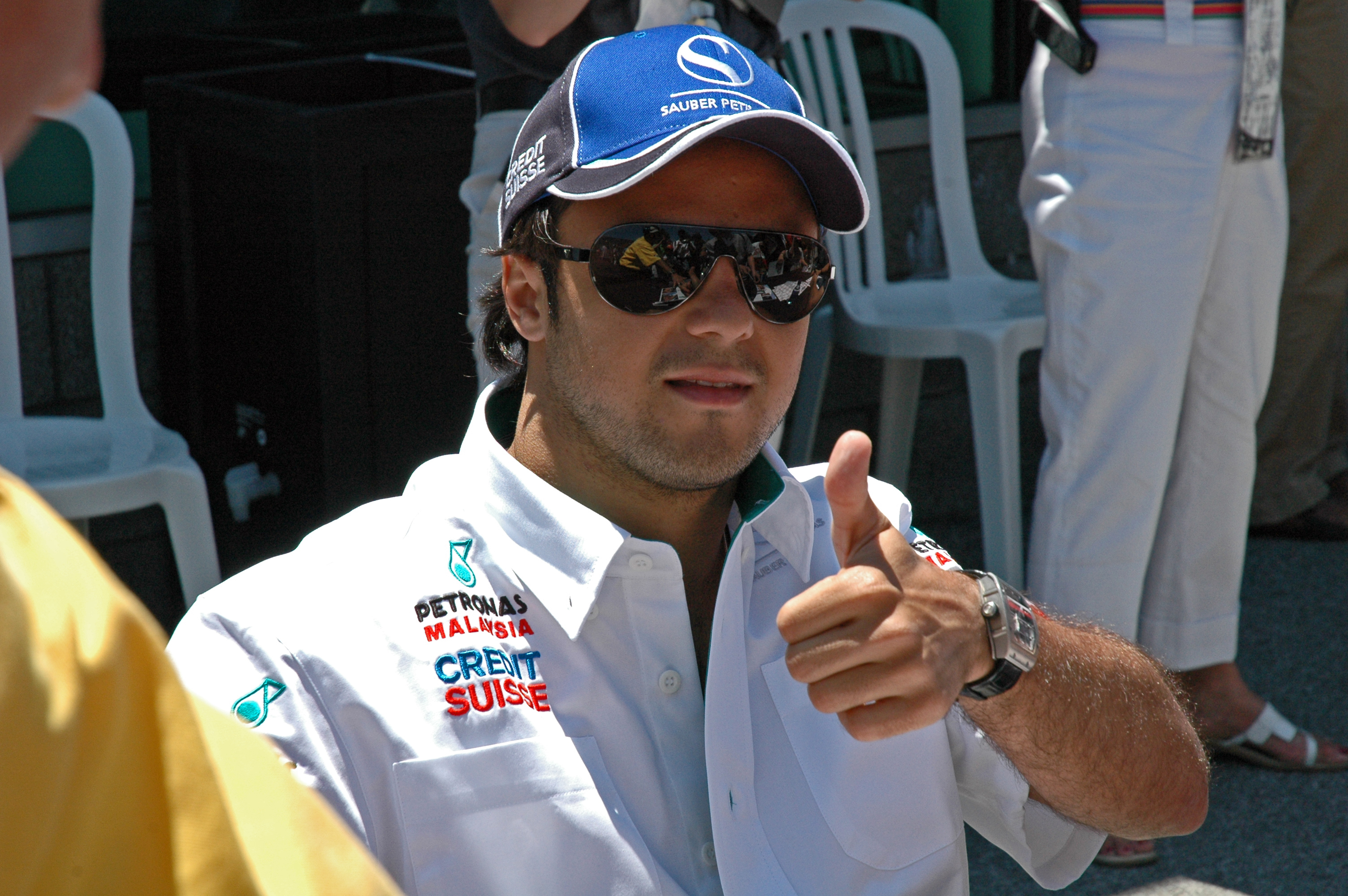
ザウバー時代

2002年、マクラーレンへ移籍したキミ・ライコネンの後任として、20歳312日という若さでF1デビューを飾った。デビュー2戦目のマレーシアGPで6位入賞し初のポイントを獲得するも、この頃にはミスも多く、第11戦フランスGPではピットレーン出口の白線を2回跨いだことでそれぞれドライブスルーペナルティの処分が与えられた。また、第15戦イタリアGPではジャガーのペドロ・デ・ラ・ロサとの接触で翌戦の10グリッド降格ペナルティを言い渡されたため、ペナルティの回避目的で翌戦のアメリカGPのシートをハインツ＝ハラルド・フレンツェンに譲った。最終的に入賞は3回、ランキング13位でシーズンを終える。
シーズン終盤には、ザウバーが2003年にチームメイトのニック・ハイドフェルドを継続、代役として出場したフレンツェンの2名を登用することを決定し、マッサはシートを失った。それに伴いフェラーリに移籍し、2003年シーズン中はテストドライバーを務めた。

#### 2004年
2004年、フェラーリからの推薦によりザウバーからF1復帰を果たす。この年はチームメイトのジャンカルロ・フィジケラにレースペースで遅れをとることが多かったが、第14戦ベルギーGPでは最高位の4位を記録。第16戦中国GPと最終戦ブラジルGPでも、4番グリッドを獲得するなどの活躍を見せた。最終的にシーズンで12ポイントを挙げたが、22ポイントを獲得したフィジケラと比べると見劣りする結果となった。

#### 2005年

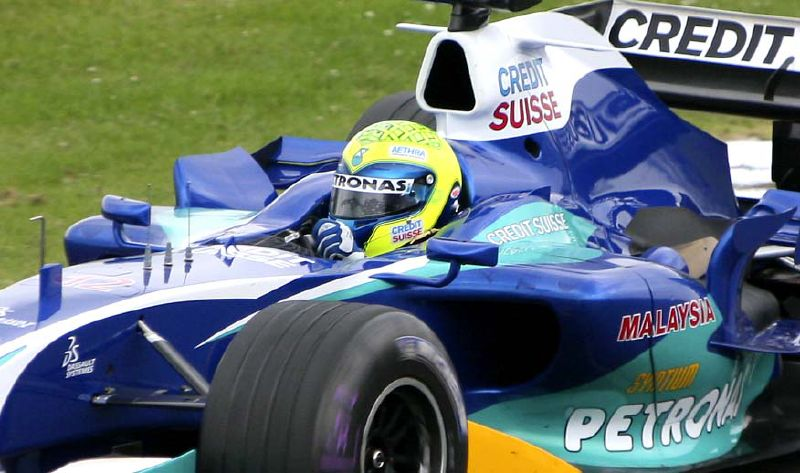
2005年イギリスGP

2005年、チームメイトは1997年のワールドチャンピオンジャック・ヴィルヌーヴ。この年は安定感のある走りを披露し、多くのレースでヴィルヌーヴを上回るパフォーマンスを見せたものの、最終的に前年より獲得ポイントを下げた。
2006年に向けてフェラーリとレースドライバー契約を結び、ミハエル・シューマッハのチームメイトとなることが決まる。

### フェラーリ時代

#### 2006年

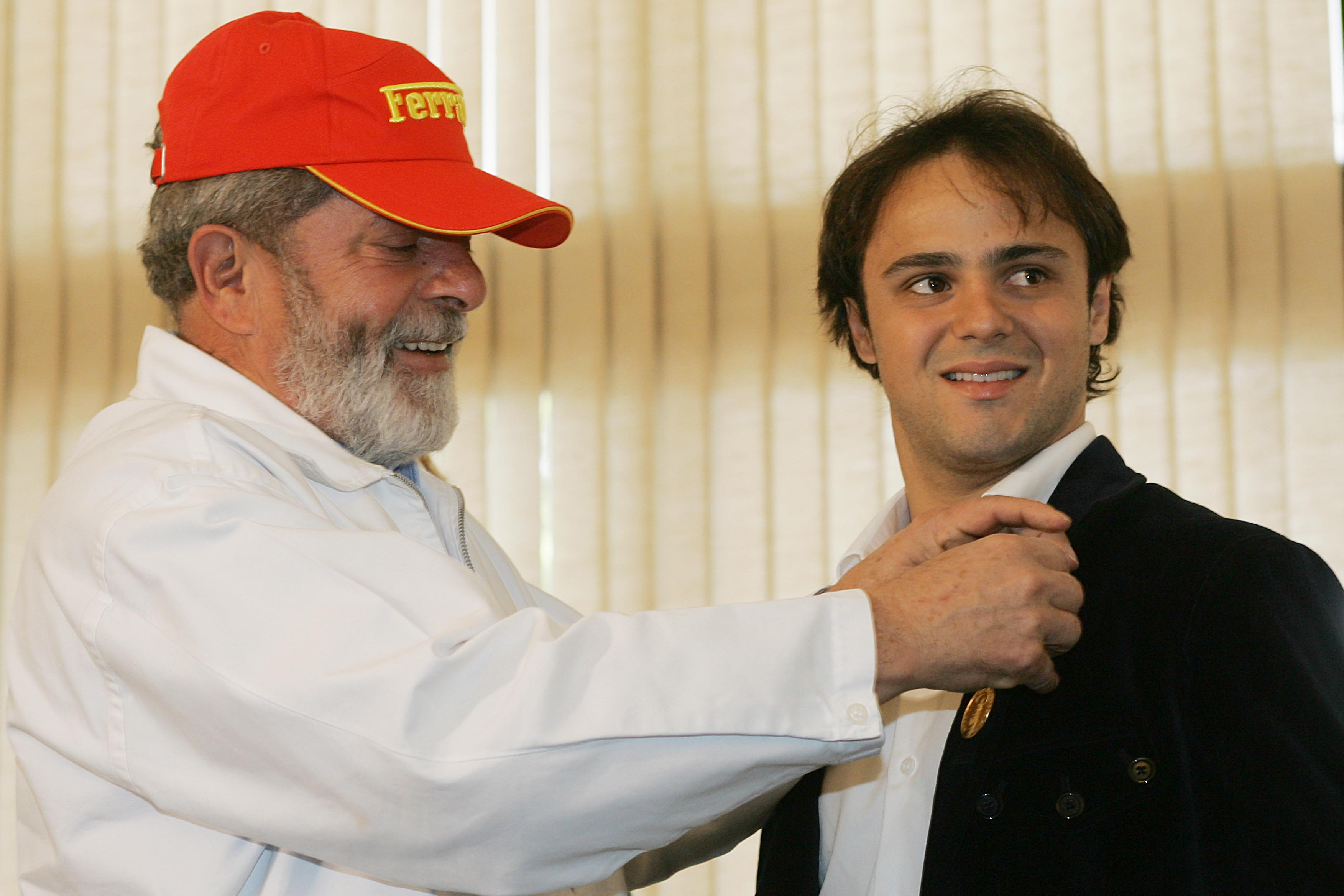
フェラーリに移籍

2006年、フェラーリに移籍。開幕戦バーレーンGPでは予選で2位を獲得した。第2戦マレーシアGPでは21番手スタートから5位入賞。14番手スタートから6位を獲得したシューマッハを上回った。しかし序盤は安定性に欠け、バーレーンではレース中にスピン。オーストラリア、モナコでは予選中にクラッシュとチームメイトに比べると見劣りする場面が多々あった。
第5戦ヨーロッパGPでは3位でゴールし、初の表彰台を獲得した。第14戦トルコGPにて参戦4年目にして初ポールポジション(PP)を獲得。決勝レースでも安定した走りを披露し、初優勝をポールトゥウィンで飾った。第17戦日本GPでは、2度目のPPを獲得したものの、レースでは2位に終わった。続く最終戦ブラジルGPでは、2戦連続のPP獲得から、自身2度目の優勝を母国で果たし、チームメイトのシューマッハの引退レースに花を添えた。また、この勝利は1993年のアイルトン・セナ以来、13年ぶりのブラジル人による母国優勝でもあった。そのウィニングランではコースマーシャルから渡されたブラジル国旗を掲げて走る姿を披露した。

#### 2007年

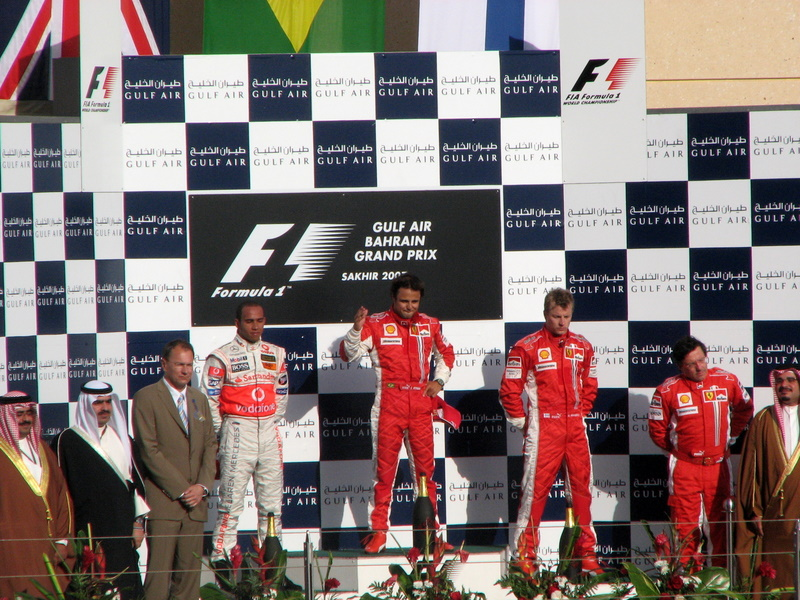
2007年バーレーンGP優勝

2007年、引退したシューマッハに代わってキミ・ライコネンをチームメイトに迎える。第3戦バーレーンGP、第4戦スペインGPと連勝し、チャンピオン争いに加わる。この2つのグランプリでは、2戦連続ハットトリックを記録している。しかし、その後は第6戦カナダGPでピットレーン出口の赤信号を見落とすミスを犯し失格処分になる等、第12戦トルコGPまで優勝から遠ざかり、チャンピオン争いから脱落してライコネンのサポートにまわった。
この年は6回のPP、3回の優勝を含む10回の表彰台、6回のファステストラップ(FL)を記録し、中盤までタイトル争いに絡む等、大きな成長を見せた。最終戦を前に2010年末までのフェラーリとの契約延長を発表している。最終戦ブラジルGPではPPからスタートし、50周目まで守った首位のポジションをライコネンに明け渡し、2年連続の母国優勝を諦める形でチームメイトのドライバーズタイトル獲得を見事にサポートした。

#### 2008年

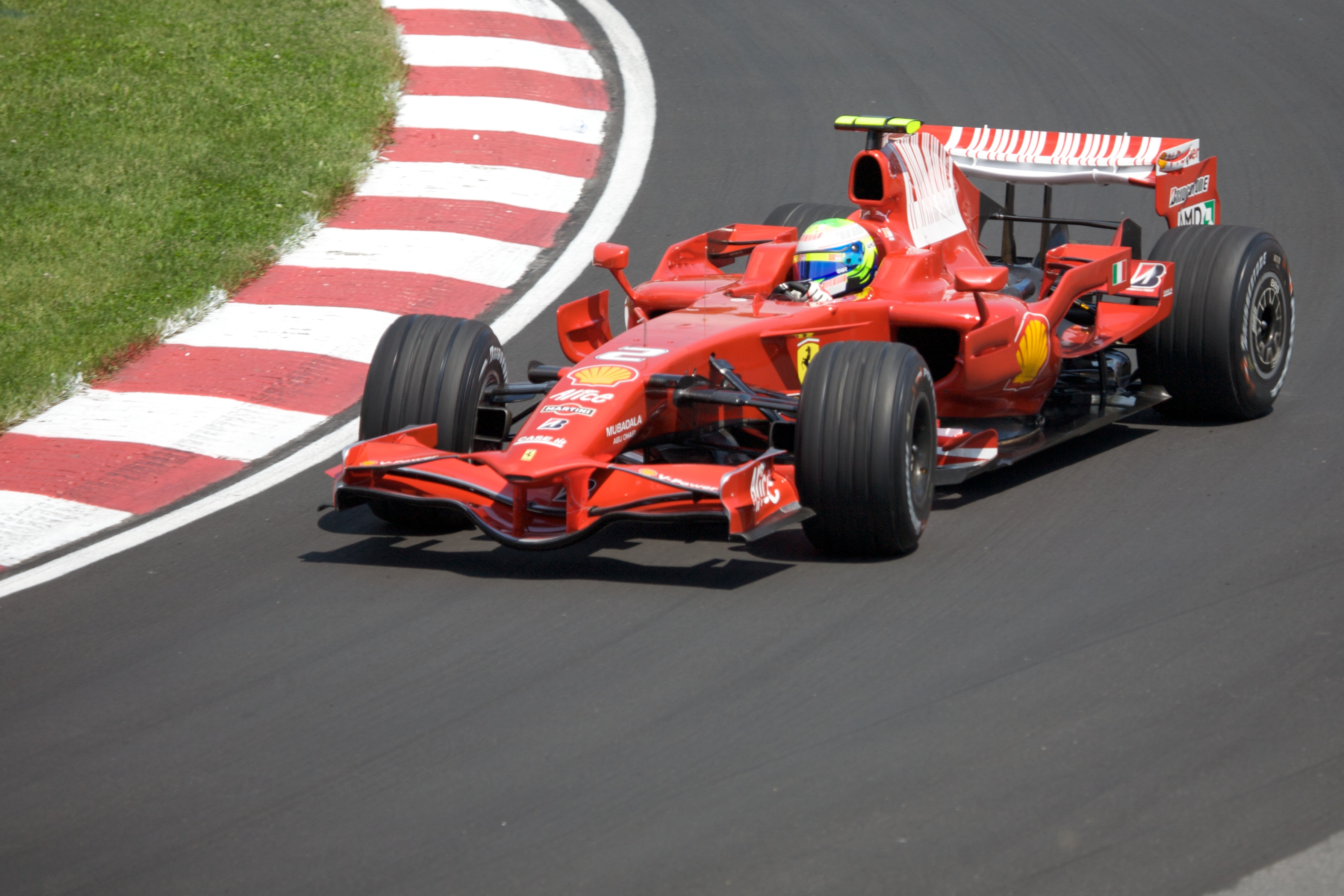
2008年カナダGP

2008年、この年は大いに活躍することとなるが、好調なマシンとは裏腹に良いスタートが切れなかった。開幕戦オーストラリアGPでは、オープニングラップ第1コーナーでスピンを喫し、最終的にエンジントラブルでリタイア。第2戦マレーシアGPではPPを獲得するものの、決勝レースでは開幕戦に続いてスピンを喫し、2戦連続のリタイアとなった。第3戦バーレーンGPでシーズン最初の優勝をあげると、その後は順調にポイントを獲得していく。
そして2006年、2007年と連覇している第5戦トルコGPではポールトゥウィンで完勝し、3年連続ポールトゥウィンを達成した。第8戦フランスGPでは、首位ライコネンがトラブルで失速したレースをものにしシーズン3勝目を上げた。しかし、続く第9戦イギリスGPでは、雨に苦戦し何度もスピンを喫してしまい、リタイアは回避したものの13位に沈んだ。第11戦ハンガリーGPでは、予選3番手から抜群のスタートで1コーナーまでに首位を奪取。その後も徐々に差を広げ2番手走行中のルイス・ハミルトンがパンクで後退してからは、20秒以上の大差をつけて首位を独走する。シーズン4勝目を目前にした残り3周、突然のエンジンブローによりマシンを降りた(記録上は17位完走)。
第12戦ヨーロッパGPではPPを獲得。決勝でも見事なスタートを決め首位を堅持すると、そのまま独走態勢に入りシーズン4勝目をあげた。FLも記録しており、自身100戦目をハットトリックという完勝劇で飾った。同レースをリタイアに終わったライコネンをランキングで抜いて2位に浮上した。また、2度目のピットアウトの際エイドリアン・スーティルと接触寸前になり、レース後の審議で罰金のペナルティを科されたが、順位の変更はなかった。マッサの言い分は「ラップリーダーの人間に進路を譲るもの」である。第13戦ベルギーGPでは2位でレースを終えたが、首位でチェッカーを受けたハミルトンが「ショートカットによるアドバンテージを利用しての追い越し」によりペナルティを受け、マッサが優勝に繰上がり2連勝でシーズン5勝目をあげた。

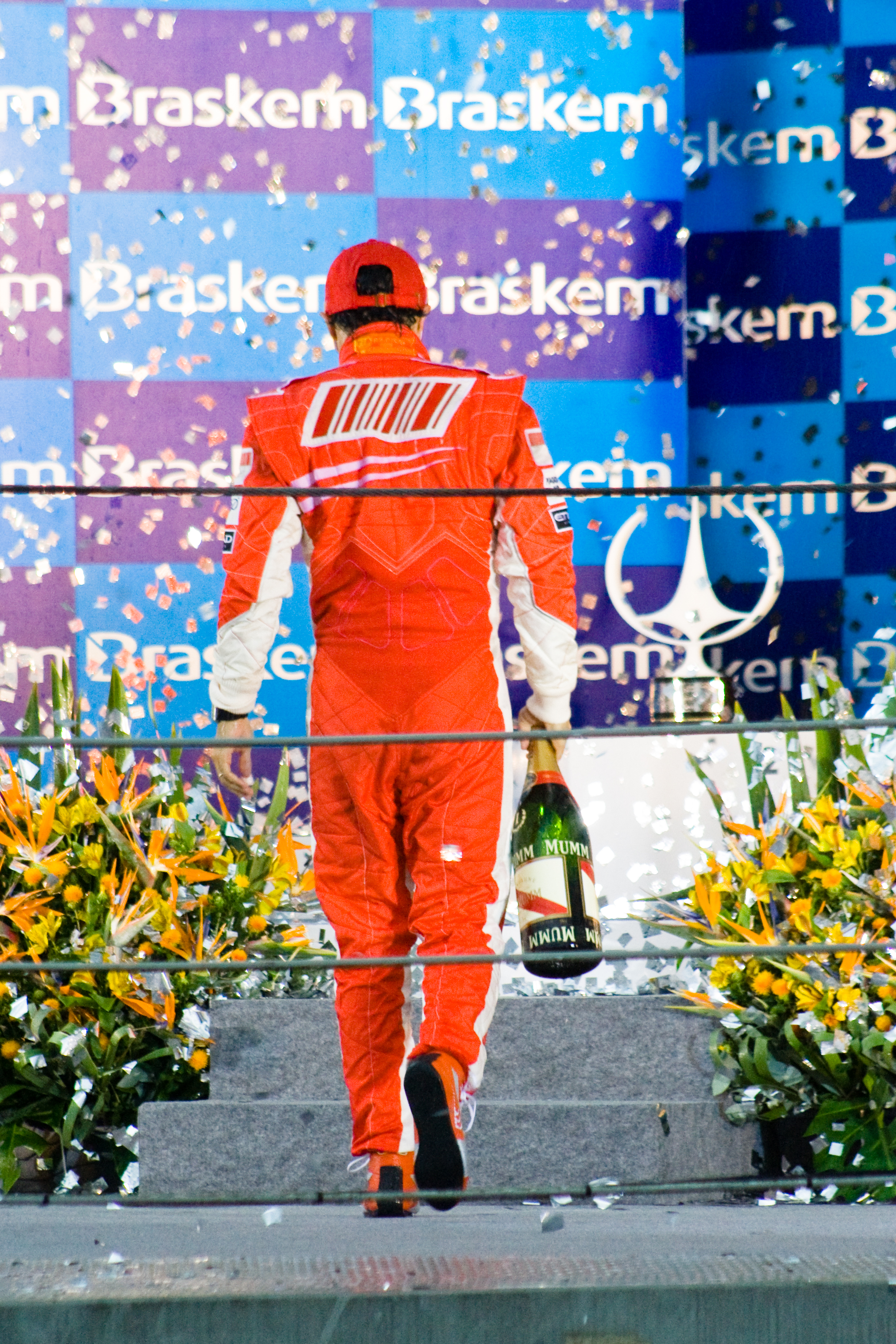
1ポイント差でチャンピオンシップを逃す（2008年ブラジルGP）

第15戦シンガポールGPではPPを獲得。決勝レースでも首位を快走していたが、セーフティカー導入直後のピットストップで状況が変わる。フェラーリがロリポップの代わりに用いていたシグナルが、ピットクルーのミスにより給油中にグリーンに替わり、それに反応したマッサは給油ホースを引きちぎって発車。ピットレーン脇にマシンを止め、慌ててクルーが駆け寄りホースを引き抜く事態となった。これにより一気に最後尾に転落した上、ピットアウトの際に再びスーティルに接触寸前になるほど強引に飛び出したことで、ドライブスルーペナルティを受けた。その後はコースアウトやハーフスピンを喫するなど安定感を欠き、13位ノーポイントに終わった。タイトル争いでは、首位ハミルトンとのポイント差を7に広げられてしまった。
だが、第16戦日本GPでは7位、第17戦中国GPでは2位表彰台を獲得し、ワールドチャンピオン獲得の可能性を残して母国での最終戦ブラジルGPに挑んだ。PPを獲得し、そのままハットトリックで完全優勝。同シーズン最多となる6勝目をマークした。チャンピオンを争うハミルトンは終盤に降り出した雨の影響で6位に落ちており、マッサがチェッカーを受けた時点ではマッサがチャンピオンを獲得する条件は揃っていた。しかし強まる雨の中、ドライタイヤで走行を続けていたティモ・グロックが失速し、ハミルトンは最終ラップの最終コーナーでこれをオーバーテイクし、5位でゴールした。これによりマッサは僅か1ポイント差でタイトルを逃した。

#### 2009年
更なる飛躍が期待された2009年だったが、大幅なレギュレーション変更に合わせて開発されたF60に昨年ほどの競争力はなく、開幕から4戦をノーポイントで終えた。しかしその後の4戦では連続してポイントを獲得し、第9戦ドイツGPではこの年初の3位表彰台を獲得する等の健闘を見せた。
第10戦ハンガリーGPでは、予選中に前方を走行するルーベンス・バリチェロのマシンからサードダンパーのスプリングが外れ、マッサの左前輪で跳ね上げられヘルメットを直撃し、その衝撃で意識を失い、アクセルを緩めることなく高速のままタイヤバリアに激突するクラッシュを喫した。診断の結果、額の裂傷、頭蓋骨の損傷、脳震盪などにより緊急手術が行われた。翌日の決勝レースは欠場となった。低速サーキットと言われるハンガロリンクであるが、アップヒルストレートからハンガロリンク最大の高速コーナーである4コーナーのアプローチという、時速280kmほどになる場所でスプリングが頭に当たるという不運な事故であった。この事故がきっかけでドライバーの頭部保護デバイスの開発が検討されるようになり、やがてそれは2018年に「Halo（ヘイロー）」としてレギュレーションで正式導入されることになる。
その後は順調に回復し、本人は母国でのブラジルGPで復帰したい旨を話していた。8月末に行われた精密検査では認識力・視力ともに良好ではあったものの、骨折した頭蓋骨の形成手術の必要があること、その後トレーニングの必要があることなどを考慮し、チーム側はシーズン中の復帰はさせないつもりであることを発表した。
代役は当初はミハエル・シューマッハが復帰する予定であったが、バイクレースでの事故による首の痛みにより断念。第11戦ヨーロッパGP、第12戦ベルギーGPではフェラーリのテストドライバーであるルカ・バドエルが務めた。しかしバドエルの成績不振により第13戦イタリアGP以降はジャンカルロ・フィジケラが急遽フォース・インディアから移籍して代役を務めた。
その後も順調に回復し、10月にはフィオラノサーキットにおいて事故後初となるF1ドライブを実施し、F2007にGP2仕様のスリックタイヤを装着して100kmを走破した。負傷していた左目も医師の診断で完全に回復したと伝えられた。第16戦ブラジルGPでは、チェッカーフラッグを振る役を務めた。最終戦アブダビGPでの復帰が噂されていたが、チーム側は大事をとってシーズン中の復帰をさせないことを改めて発表した。

#### 2010年

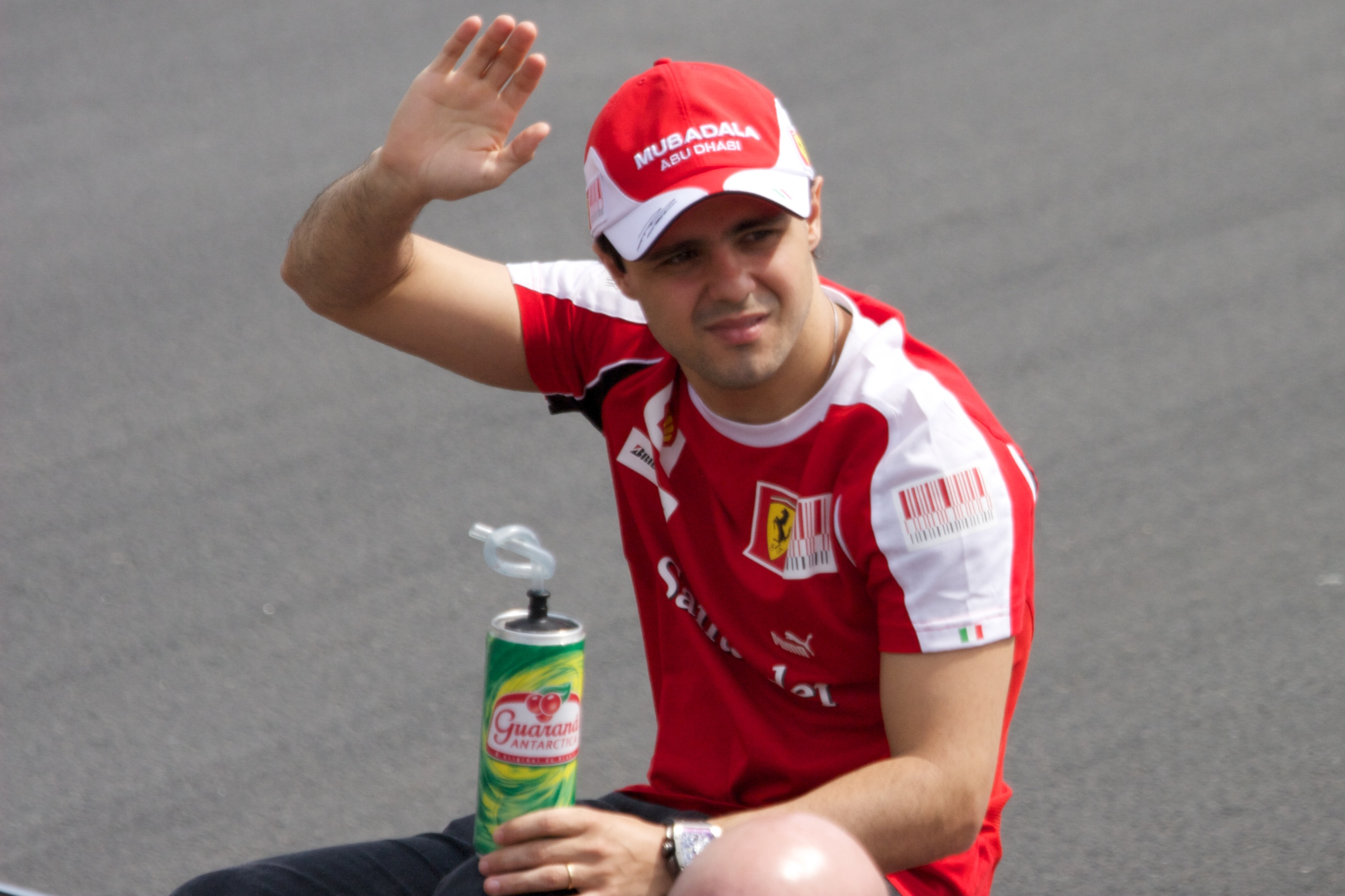
2010年カナダGPより

この年からライコネンに代わり、ルノーよりフェルナンド・アロンソをチームメイトに迎える。
開幕戦バーレーンGPから復帰し、2位表彰台を獲得。第3戦マレーシアGPを終了した時点で暫定のランキングトップに立ったものの、第4戦以降は入賞はしたものの伸び悩み、さらに第8戦から3連続ノーポイントとなり、タイトル争いで大きく遅れを取った。
そんな中で迎えた第11戦ドイツGPでは予選で3位を確保すると、スタートでトップに立ちレース中盤までトップを走行する。久々の優勝が見えていたが、チームからマッサへ「Fernando is faster than you. Can you confirm this you understood that message?」（フェルナンドは君より速い。このメッセージの意味が理解できるか？）との無線が入り、その直後にマッサは露骨に減速して首位をチームメイトのアロンソに譲り、結局マッサは2位でゴールした。レース終了後、この行為がチームオーダーにあたるとしてフェラーリに10万ドルの罰金が課せられた。
以降は第14戦イタリアGPの3位表彰台を最後に精彩を欠き、第16戦日本GPでは予選Q2で脱落し、決勝ではスタートでフォース・インディアのヴィタントニオ・リウッツィと接触して早々に戦線を離れた。結局タイトル争いをしていた3チームの中で最下位となるランキング6位でシーズンを終えた。

#### 2011年
2011年もフェラーリから参戦。シーズンはレッドブルのベッテルが圧倒的に独走する展開となり、フェラーリは競争力が足りずマクラーレンにも大きく引き離された。それでもチームメイトのアロンソは表彰台の常連で年間ランクの2位争いに加わったが、マッサは5～6位が定位置となり、前年と同じランキング6位には踏みとどまったが、一度も表彰台に上がらずシーズンを終えた。ハミルトンとの接触が極めて多く、第17戦インドGPまでで6回を数えた。

#### 2012年

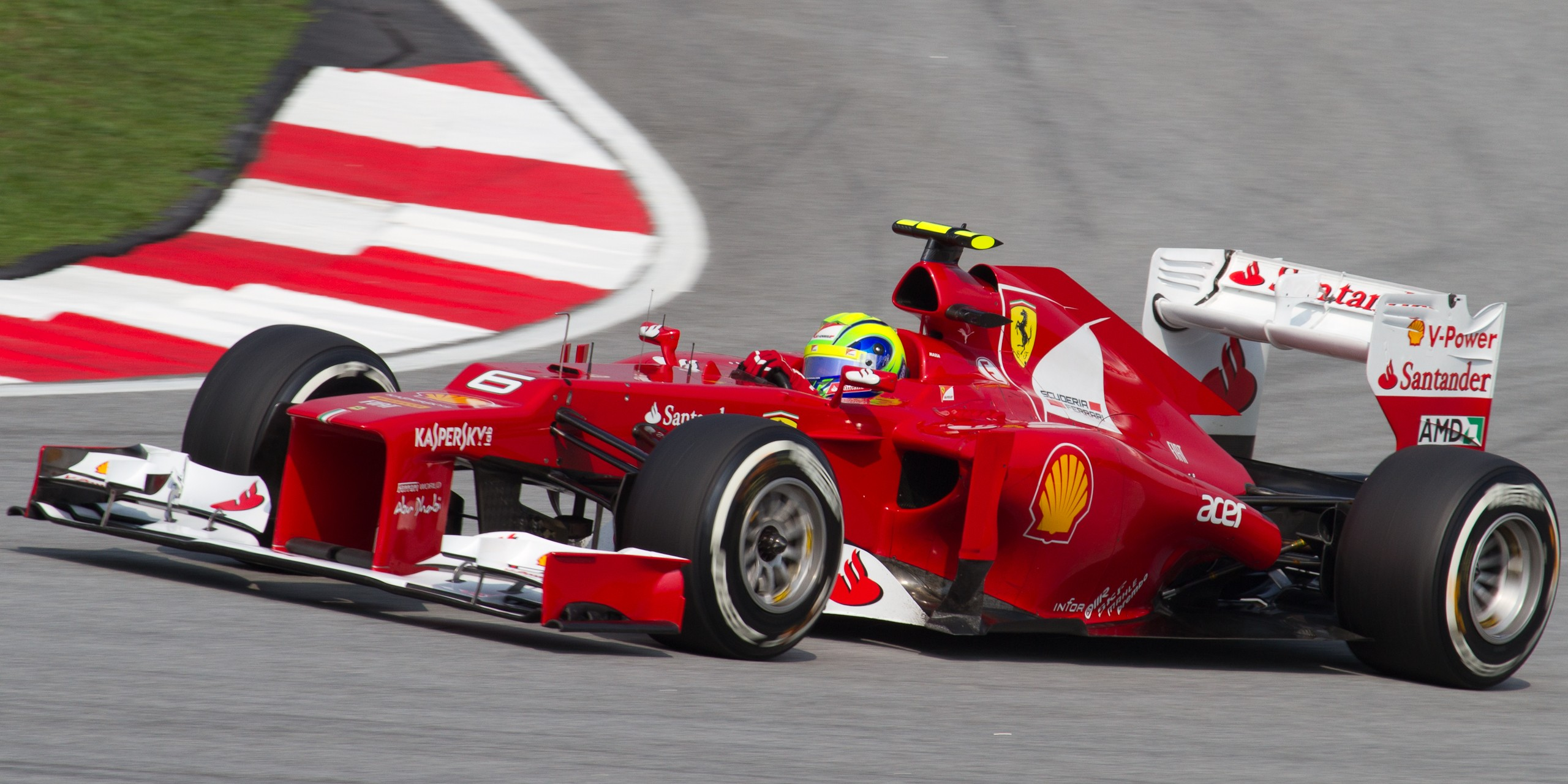
2012年マレーシアGP

フェラーリで過ごす7年目の2012年シーズンは、開幕から苦しむこととなった。プレシーズンテストからフェラーリのマシンパフォーマンスは不十分で、苦戦が予想された中での開幕であった。その中でもチームメイトのアロンソは入賞圏内に食い込み、第2戦マレーシアGPで優勝してタイトル争いで先行するなど、苦戦する中で速さをみせる場面もあった。その為、開幕から3戦でノーポイント、5戦連続でQ3進出を逃していたマッサの不振が目立つ形となり、シーズン途中でのドライバー交代説も幾度となく流れた。
第6戦モナコGPでようやく速さを見せ、予選Q2ではトップタイムを記録した（決勝6位）。第7戦カナダGPでも予選では6番手を獲得し復調の兆しを見せたが、決勝では序盤に単独スピンし10位に終わっている。第8戦ヨーロッパGPでは一転して速さを見せることができず、予選13位、決勝も小林可夢偉との接触などもあり16位に終わった。第9戦イギリスGPでは、予選・決勝共に速さを見せ、雨の予選で5位、ドライコンディションの決勝では4位入賞と、いずれもここまでのシーズンでの最高位を獲得した。続く第10戦ドイツGPではスタートの接触が影響して12位に終わるものの、第11戦から連続入賞を続け、第15戦日本GPでは決勝で2位となり、2年ぶりの表彰台を獲得し表彰台上で思わず涙した。
その後は、シーズン終盤の2戦では予選タイムでアロンソを上回り、決勝でもアメリカGPではグリップが良い奇数グリッドにアロンソを移動する為に、故障していないギヤボックスの封印ラベルを剥がしギヤボックス交換ペナルティ5グリッドダウンをチームから要求を受け入れるという苦渋の決断をした。しかし、このペナルティを受けながらも最終的にはアロンソに次ぐ4位入賞を果たし、さらにブラジルGPでも3位表彰台を獲得。前半戦は低調なパフォーマンスだったが、ハンガリーGP以降はすべてのレースで入賞し、2013年からもフェラーリから参戦することが正式に発表された。残留決定前は他チームとも交渉をしていたことを明らかにしたが、マッサ自身はフェラーリで走ることを望んでいた。

#### 2013年

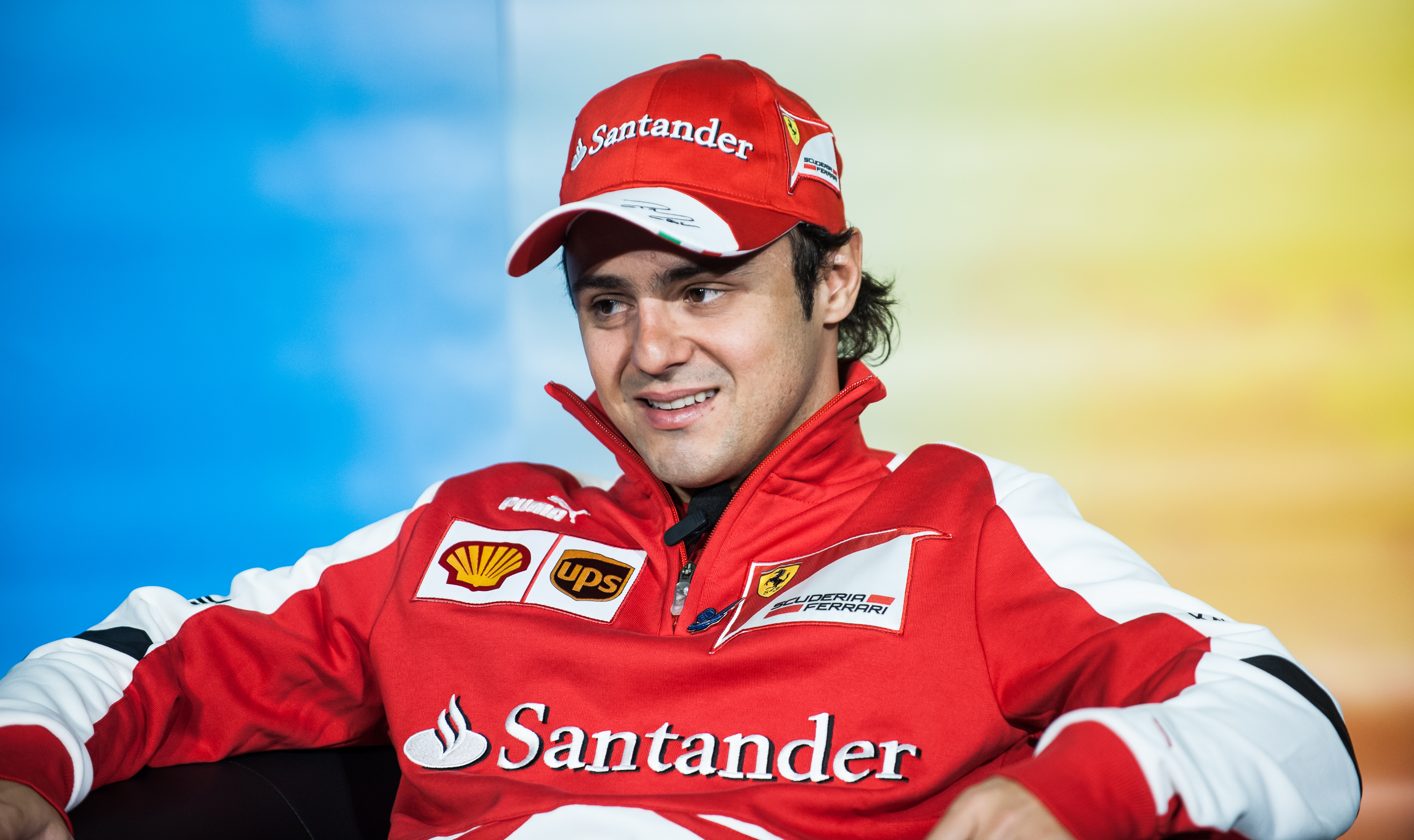
フェラーリ在籍最終年

2013年もフェラーリから出走。シーズン序盤は予選でアロンソを上回るなど上々な滑り出しをみせ、スペインGPでは予定外のピットストップを行うことになったものの3位表彰台を獲得した。しかし、シーズン中盤に差し掛かると、タイヤのトラブルやマシンの戦闘力の低さなどにより、結果を残せず低調なシーズンとなってしまった。このシーズンを最後に長年にわたって在籍していたフェラーリを離れ、ウィリアムズF1に移籍することになった。

### ウィリアムズ時代

#### 2014年

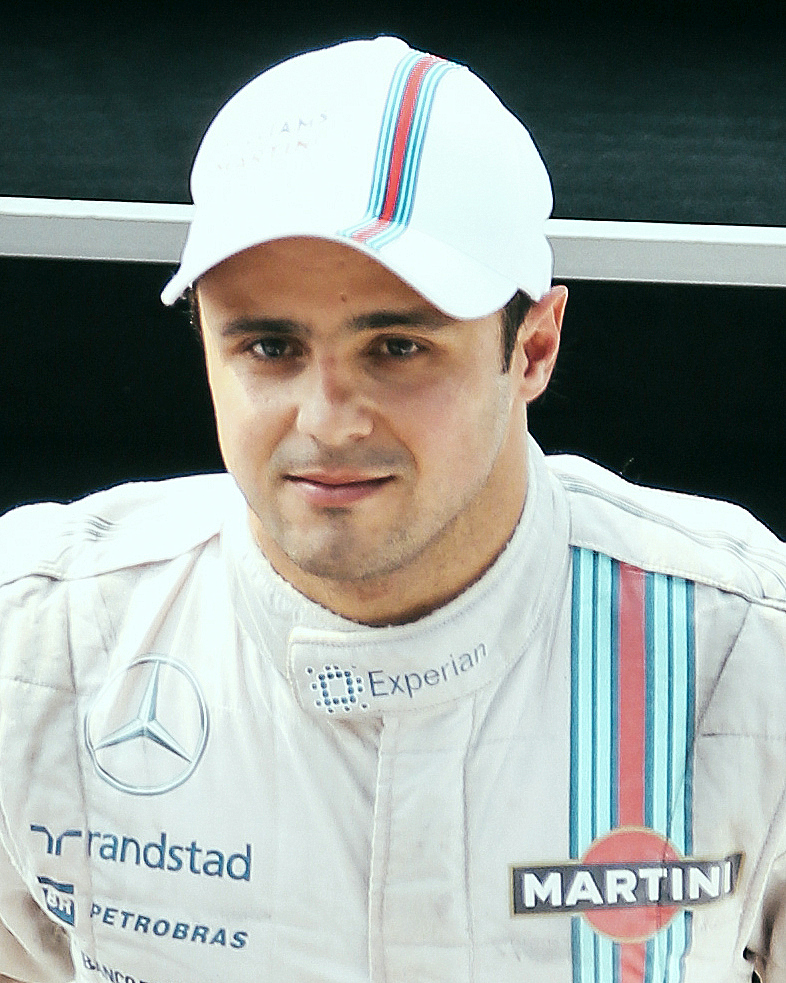
ウィリアムズに移籍

ウィリアムズから参戦。チームメイトはバルテリ・ボッタス。
前半は他車からのもらい事故（小林可夢偉、セルジオ・ペレス、ライコネン、ケビン・マグヌッセン等）によるリタイヤやピットクルーの作業ミス（中国GP等）により苦戦を強いられる。
それでも第7戦カナダGPではシーズンを通して圧倒的な速さを見せていたメルセデスからシーズン初めてリードラップを奪い、次戦第8戦オーストリアGPにて、2008年ブラジルGP以来のPPを獲得する。決勝はメルセデス2台と予選2位の同僚バルテリ・ボッタスに抜かれ4位に終わったが、メルセデス以外ではこのシーズン唯一のポールシッターとなった。
前半戦は95ポイント獲得した僚友ボッタスに対してマッサは40ポイントしか獲得出来なかった。しかし後半戦はウィリアムズ移籍後初の表彰台を古巣フェラーリの母国イタリアGPで獲得（3位）。その後アメリカGPでは好スタートを決め、ピットの作業ミスによりリカルドにパスされるまで表彰台圏内の3位を走行（結果は4位）。自身の母国ブラジルGPはピットレーンのスピード違反で2年連続のペナルティ（2013年は4輪とも白線を越えたためドライブスルー、今回は5秒間のストップ＆ゴー）やウィリアムズと同じ白色を基調とするマクラーレンのピットに間違えて入るなどのミスもあったが、2年ぶりに3位表彰台を獲得。最終戦でも優勝してチャンピオンを決めたハミルトンを猛追する印象的なレースを披露し2位を獲得。
年間結果では飛躍を遂げた僚友ボッタスに表彰台回数、総獲得ポイント共に後塵を拝する事になったがシーズン後半は得意とする左回りのコースを中心に速さを見せ、計3度の表彰台を獲得してフェラーリ時代後半以来の不調から復活の兆しを見せた。また、前述の第8戦オーストリアGPでのPPは、メルセデスによる年間全戦PPを阻止する記録となった。

#### 2015年

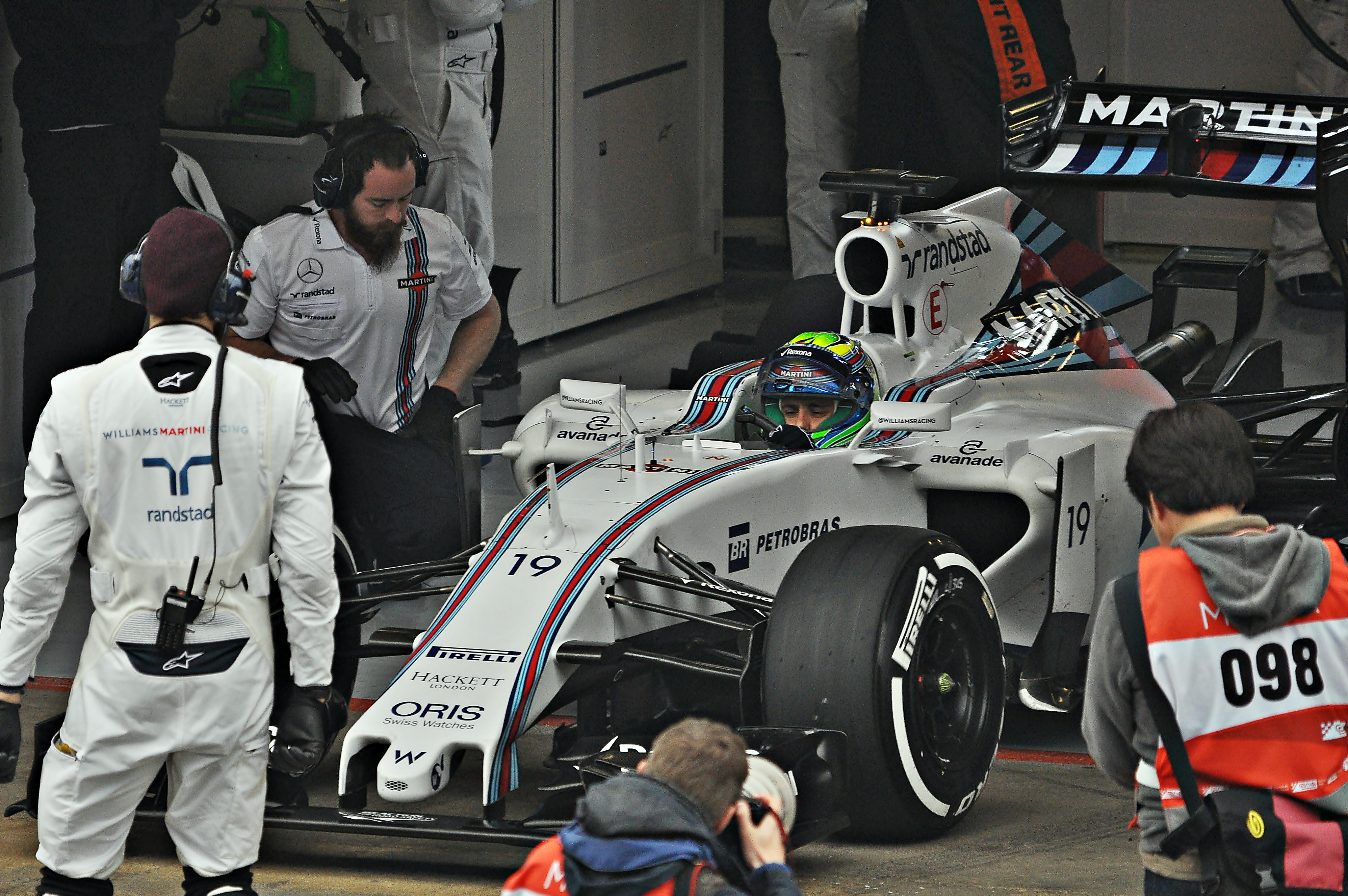
2015年バルセロナ テストより

2015年もウィリアムズより参戦。開幕戦オーストラリアGPではフェラーリに競り勝って、メルセデスの2人に次ぐ予選3番手を獲得。決勝ではベッテルにオーバーカットを許したが、4位入賞を果たした。その後もコンスタントにポイントを稼ぎ、オーストリアGP、イタリアGPの2レースではボッタスを従え3位表彰台を獲得。第9戦イギリスGPでは3番手スタートからメルセデス2台を抜き去り首位に浮上。一時はボッタスとのウィリアムズ1-2体制を築いていたが中盤に降り出した雨に翻弄され4位に終わった。最終的に表彰台獲得数では前年度を下回る2回、ランキングはボッタスに次ぐ6位となった。

#### 2016年
2016年もウィリアムズに残留。しかし、マシンの戦闘力は過去2年と比べてもあまり高くなく、メルセデスに追いつくどころか中団に飲み込まれる展開が続き、ポイントを獲得するのが精一杯というレースも多く見られた。それでも開幕戦オーストラリアGPではボッタスがQ2敗退を喫したのに対して、Q3進出を果たして決勝も5位入賞。中国GPでもハミルトンを抑えきって6位入賞を果たすなど、昨年同様の安定感を見せつけた。第14戦イタリアGPの前に、2016年シーズンを以てF1から引退することを明らかにした。しかし、メルセデスのニコ・ロズベルグが初の王者に輝いた直後に電撃引退したことにより状況が一変する。

#### 2017年

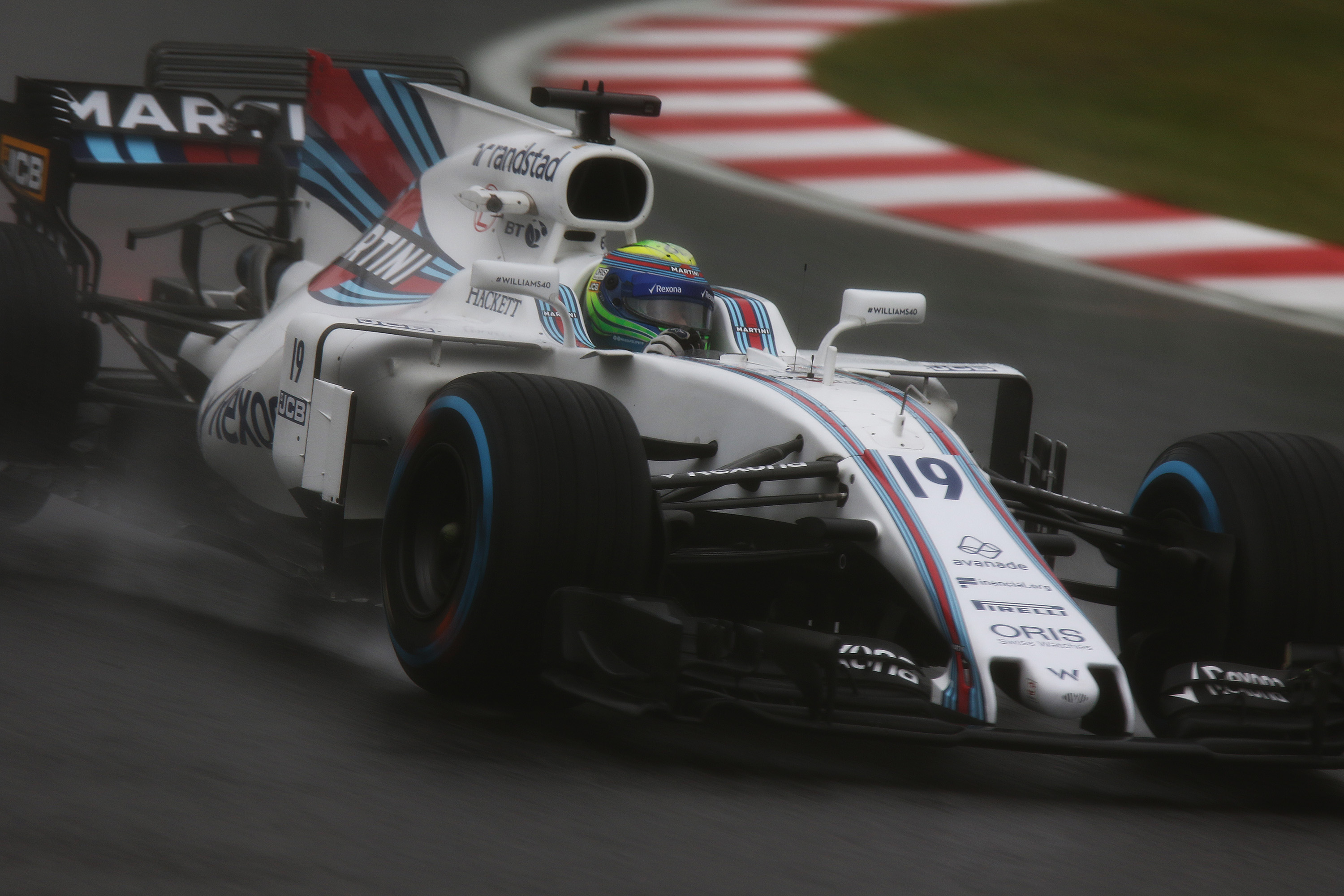
F1ドライバー最終年（2017年 日本GP）

ボッタスがロズベルグの後任としてメルセデスへ移籍したことにより引退を撤回、2017年もウィリアムズでドライブすることになった。新たなチームメイトはランス・ストロール。背景にはチームメイトがルーキーであることから経験豊富なドライバーを求めていたこと、ウィリアムズのメインスポンサーを務めるマルティーニが参戦するドライバーのどちらかに25歳以上のドライバーを求めていたことがある。
ハンガリーGPのフリー走行で体調不良を訴え、予選以降を欠場した（代役はリザーブドライバーのポール・ディ・レスタ）。
マシンの性能があまり高くなかったこともあって表彰台には届かなかったが、出走した19戦中13戦で入賞するなど1年を通じてベテランらしい安定した走りを見せた。母国ブラジルGPを前にした11月4日、2017年を最後にF1から引退することを発表した。
マッサの引退により、1970年のエマーソン・フィッティパルディから続いていたブラジル人ドライバーが2018年以降は不在となった。2020年にエマーソンの孫であるピエトロの代役参戦はあるものの、ブラジル人のレギュラードライバーは2025年のガブリエル・ボルトレトまで途絶える事となった。

## フォーミュラEの経歴（2018年 - 2020年）

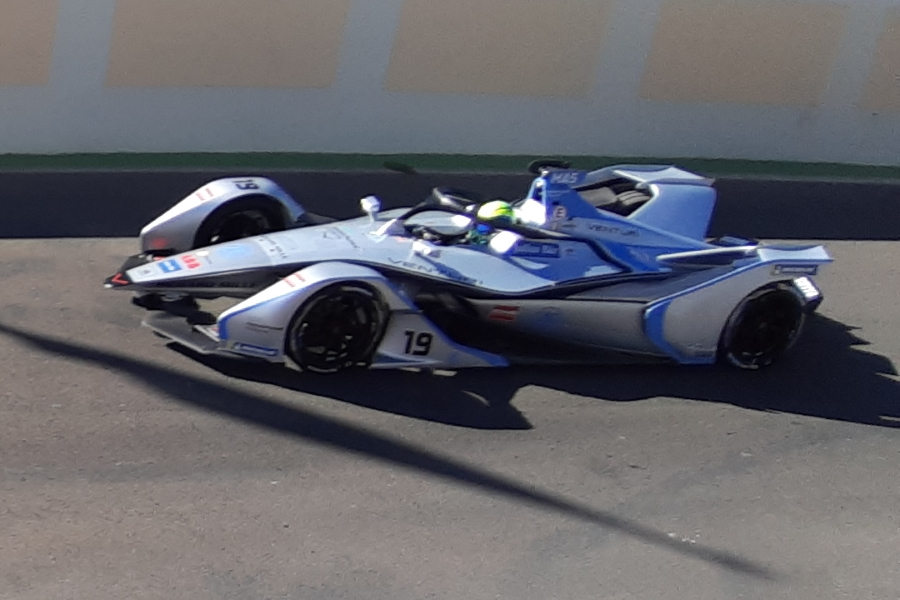
フォーミュラEに参戦（2019年）

2017年2月3日、スペインにてフォーミュラEに参戦するジャガーと所属チームであるウィリアムズの関連会社ウィリアムズ・アドバンスド・エンジニアリングが共同で運営したテストで、ジャガーのフォーミュラEマシンI-type 1を運転した。ジャガーのチーム声明によると、このテストはフォーミュラEの運営団体から依頼されて行われたものだという。
同年のF1バルセロナ合同テストの初日、マッサは契約までは至っていないもののジャガーとの交渉を進めていたことを認めている。また、ジャガー以外の複数のチームとも話をしていたことも明かしており、F1引退後の選択肢としてフォーミュラEを挙げている。
2018年5月、「ヴェンチュリー・フォーミュラEチーム」と3年契約を発表し、2018-19年シーズンより正式に参戦を開始。しかし成績が振るわず、2019年-20年シーズンをもって降板した。

## フォーミュラレース離脱以降（2021年 - ）
カーレーサーは継続しつつ、2017年から2022年まで国際カート委員会（CIKインターナショナル・カーティング委員会）の会長を務めた。

## エピソード
- フォーミュラ・シボレーに参戦していた1999年、ベネトンチームに料理を届けることを条件に、マネージャーにブラジルGPのパドックパスをもらった。その時マッサが「またF1で会うかもね。」と声をかけたベネトンのシェフ「フェリーチェ・グエリーニ」は、マッサが所属した2008年当時フェラーリで料理を担当していた[15]。
- 元フェラーリ監督でFIA会長ジャン・トッドの息子である、ニコラス・トッドが個人マネージャーである縁か、2002年にデビューしたザウバーから2013年のフェラーリ離脱までの12年間、全てフェラーリエンジンでの出走だった。
- V8エンジン元年の2006年にフェラーリに加入、V8エンジン最終年となった2013年にフェラーリを離脱しており、V8エンジン時代のフェラーリを全スペック、ドライブしている。逆にV8エンジン以外のエンジンを搭載したフェラーリのマシンではレースに参戦していない。
- 長年に渡ってフェラーリに在籍したミハエル・シューマッハのフェラーリ時代最後のチームメイトである。チームメイトを務めたのは2006年の1年のみであったが、シューマッハを自身の教師や指導者として見ていて彼から聞き出せることはすべて聞き出そうとしていたという[16]。マッサは2016年イタリアGPで1度目のF1引退を表明したが、そこでの表明を決めたのは「ちょうど10年前の同じイタリアGPの地でシューマッハが1度目の現役引退を表明した地だから」と語っている。また2013年にシューマッハがスキー事故で後遺症を負い療養生活となった中、ジャン・トッドとルカ・バドエルとマッサの3名はコリーナ・シューマッハ夫人によって彼への面会を許されている数少ない人物である[17]。同じくフェラーリでシューマッハのチームメイトを長年務めたバリチェロは面会を許されていない[18]。
- サンパウロ出身でありながら、少年時代のヒーローはリオデジャネイロ出身のネルソン・ピケだった。もともとは同じサンパウロ出身であるアイルトン・セナを敬愛していたが、サインをねだった際に断られたことが原因でセナへのあこがれが冷めたという[19]。しかし憧れたピケの息子、ネルソン・ピケJrとは（事実上、ピケJrも被害者だったとはいえ)クラッシュゲートがマッサのタイトル争いに悪影響を与えたことで以後は口も聞かないほどに険悪になった。
- またクラッシュゲートが発生したシンガポールも、「僕にとってとても悲しいことがあった場所なのであまり行きたくない」と言う[20]。
- 2006年最終戦ブラジルGPでは、ブラジル国旗を仕立てたレーシングウェアで参戦した。このレースで優勝したマッサはウィニングランではコースマーシャルからブラジル国旗を受け取って走ったが、当時のF1の規則では、トラブルなどの止むを得ないものを除いてウィニングラン中に車を止めることは禁止されていたため、レース後に審議対象となったが不問に付された。
- 特に左回りのサーキットで速さ・強さを見せており、初のPPを獲得した2006年トルコGP以降、左回りのレースでは7連続PPを獲得(06,07,08年トルコ、06,07,08年ブラジル、08年シンガポール)しており、ライコネンに首位を譲った2007年ブラジルGPとピットクルーのミスにより給油ホースを引きちぎって発車した2008年シンガポールGPを除く5戦全てをポールトゥウィンで飾っている。
- 雨は苦手である。
- 2007年11月29日ブラジル・サンパウロにてラファエラ・バッシと結婚。
- 2008年12月22日、ユニセフ募金のためのオークションを自身が中心となって開催した。同僚や他のブラジル人スポーツ選手やメディア関係者などから提供されたヘルメット、レーシングスーツ、レースシューズ、腕時計、サッカージャージ、マッサの運転に同乗できる権利、など25点が出品され、総額16万4,000ドルで落札された[21]。
- 2005年から2014年にかけて、F1のシーズンオフにブラジルでチャリティカート大会“Desafio Internacional das Estrelas”（en）を主催していた。このイベントは、ミハエル・シューマッハなど著名なドライバーが数多く参戦することで知られていた。シーズンオフには、他のブラジル人ドライバーと同様、毎年サンパウロで開催されている耐久カートレースのグランジャビアナ500マイルレースにも参戦した。
- 2008年最終戦ブラジルGP以来勝利がないため、フェラーリドライバーとしての連続未勝利レース数が2013年開幕戦オーストラリアGPで68戦となり、歴代ワースト1位となってしまった（それまでの記録は1991年から1995年のジャン・アレジによる67戦[22]）。フェラーリでの最後のレースである2013年最終戦までその記録は伸び、最終的に86戦まで更新された。この記録はマッサの後任でフェラーリ入りしたライコネンが更新し、2014年の開幕戦から2018年アメリカGPに優勝するまでの96戦未勝利が最長となった。
- 2014年シーズン終盤、メルセデス陣営の2人によるタイトル争いの中で最終戦アブダビGP直前、ロズベルグが自身のワールドチャンピオン獲得のために「マッサが2位に入って援護してほしい」[23]とのコメントをした際、マッサは「僕がチャンピオンシップに勝てるチャンスがあった時、誰も助けてくれなかった。実際は、あるドイツ人（ティモ・グロック）のせいでフイになってしまった」と発言。2008年ブラジルGPの際のことを現在も根に持っていることが明らかになった[24]。ただしグロック本人には「恨みを持ったことは1度もない」と語り、2022年にはストックカー・ブラジルのダブルスレースでタッグを組んでいる[25]。
- 2016年イタリアグランプリに同年限りでF1引退を表明した後の母国グランプリとなった2016年ブラジルグランプリでは、ウィリアムズのメインスポンサーのマルティーニがスポンサーロゴの部分を「MASSA」に変更し、またリアウィングには「Obrigado」（ポルトガル語で"ありがとう"を意味する）の文字を入れた。またレーシングスーツ、ヘルメットもブラジル国旗をあしらったものとした[26]。決勝では46周目にターン14で雨に足をすくわれクラッシュしリタイアとなった。マシンを降りたマッサは、スタンドから大歓声や拍手を受けて涙を流しピットに戻る際にはブラジル国旗を掲げてファンへの感謝の意を表した。ピットでは妻、息子、さらにメルセデス、2013年まで在籍したフェラーリのチームクルーが総出で、ピットに戻ってくるマッサを迎えた。またマッサのリタイアに涙を流すコースマーシャルの姿も映し出されていた。なお、翌年1月にボッタスがメルセデスへ移籍したため引退を撤回。2017年ブラジルグランプリ前に二度目の引退を発表。レースではフェラーリ時代のチームメイトであるアロンソとの激しい争いを繰り広げながらも順位を守り7位に入った。レース後、正規の表彰式が終了した後の表彰台でマッサの引退セレモニーが開かれた[27]。
- 2017年12月、国際自動車連盟（FIA）傘下で世界カート選手権を管轄する国際カート委員会（CIK）の委員長に就任。世界的なレーシングカート界を統括する立場となった[28]。2022年2月にはCIKの委員長を退任する一方で、トム・クリステンセンの後を継いでFIAドライバーズ委員会の委員長となった[29]。

## レース戦績

### 略歴
| 年      | シリーズ                                   | チーム                                 | レース           | 勝利             | PP               | FL               | 表彰台           | ポイント         | 順位             |
| ------- | ------------------------------------------ | -------------------------------------- | ---------------- | ---------------- | ---------------- | ---------------- | ---------------- | ---------------- | ---------------- |
| 1998    | フォーミュラ・シボレー・ブラジル           | ?                                      | ?                | ?                | ?                | ?                | ?                | ?                | 5位              |
| 1999    | フォーミュラ・シボレー・ブラジル           | チーム・マスターカード                 | 10               | 3                | ?                | ?                | ?                | ?                | 1位              |
| 2000    | フォーミュラ・ルノー2000 ユーロカップ      | クラム・コンペティション               | 9                | 3                | ?                | ?                | 4                | 140              | 1位              |
| 2000    | フォーミュラ・ルノー2000 イタリア          | クラム・コンペティション               | 8                | 4                | 4                | 3                | 5                | 147              | 1位              |
| 2001    | ユーロ・フォーミュラ3000                   | ドラコ・ジュニア・チーム               | 8                | 6                | 6                | 5                | 6                | 60               | 1位              |
| 2001    | ヨーロピアン・スーパーツーリングカー選手権 | チーム・ノルドアウト                   | 4                | 0                | 0                | 0                | 0                | 71               | 23位             |
| 2001    | シチリア24時間レース                       | ?                                      | 1                | 0                | 0                | 0                | 1                | N/A              | 2位              |
| 2002    | フォーミュラ1                              | レッドブル・ザウバー・ペトロナス       | 16               | 0                | 0                | 0                | 0                | 4                | 13位             |
| 2003    | フォーミュラ1                              | スクーデリア・フェラーリ・マールボロ   | テストドライバー | テストドライバー | テストドライバー | テストドライバー | テストドライバー | テストドライバー | テストドライバー |
| 2004    | フォーミュラ1                              | レッドブル・ザウバー・ペトロナス       | 18               | 0                | 0                | 0                | 0                | 12               | 12位             |
| 2005    | フォーミュラ1                              | ザウバー・ペトロナス                   | 19               | 0                | 0                | 0                | 0                | 11               | 13位             |
| 2006    | フォーミュラ1                              | スクーデリア・フェラーリ・マールボロ   | 18               | 2                | 3                | 2                | 7                | 80               | 3位              |
| 2007    | フォーミュラ1                              | スクーデリア・フェラーリ・マールボロ   | 17               | 3                | 6                | 6                | 10               | 94               | 4位              |
| 2008    | フォーミュラ1                              | スクーデリア・フェラーリ・マールボロ   | 18               | 6                | 6                | 3                | 10               | 97               | 2位              |
| 2009    | フォーミュラ1                              | スクーデリア・フェラーリ・マールボロ   | 10               | 0                | 0                | 1                | 1                | 22               | 11位             |
| 2010    | フォーミュラ1                              | スクーデリア・フェラーリ・マールボロ   | 19               | 0                | 0                | 0                | 5                | 144              | 6位              |
| 2011    | フォーミュラ1                              | スクーデリア・フェラーリ               | 19               | 0                | 0                | 2                | 0                | 118              | 6位              |
| 2012    | フォーミュラ1                              | スクーデリア・フェラーリ               | 20               | 0                | 0                | 0                | 2                | 122              | 7位              |
| 2013    | フォーミュラ1                              | スクーデリア・フェラーリ               | 19               | 0                | 0                | 0                | 1                | 112              | 8位              |
| 2014    | フォーミュラ1                              | ウィリアムズ・マルティーニ・レーシング | 19               | 0                | 1                | 1                | 3                | 134              | 7位              |
| 2015    | フォーミュラ1                              | ウィリアムズ・マルティーニ・レーシング | 19               | 0                | 0                | 0                | 2                | 121              | 6位              |
| 2016    | フォーミュラ1                              | ウィリアムズ・マルティーニ・レーシング | 21               | 0                | 0                | 0                | 0                | 53               | 11位             |
| 2017    | フォーミュラ1                              | ウィリアムズ・マルティーニ・レーシング | 20               | 0                | 0                | 0                | 0                | 43               | 11位             |
| 2018    | ストックカー・ブラジル                     | シメジ・レーシング                     | 2                | 0                | 0                | 0                | 0                | 0                | NC†              |
| 2018-19 | フォーミュラE                              | ヴェンチュリー・フォーミュラEチーム    | 13               | 0                | 0                | 0                | 1                | 36               | 15位             |
| 2019-20 | フォーミュラE                              | ロキット・ヴェンチュリー・レーシング   | 11               | 0                | 0                | 0                | 0                | 3                | 22位*            |
| 2021    | ストックカー・ブラジル                     | ルブラックス・ポディウム               | 24               | 0                | 0                | 0                | 0                | 88               | 24位             |
| 2022    | ストックカー・ブラジル                     | ルブラックス・ポディウム               | 3                | 0                | 0                | 0                | 0                | 9                | 25位*            |

- † : ゲストドライバーとしての出走であるため、ポイントは加算されない。
- * : 今シーズンの順位。（現時点）

### ユーロ・フォーミュラ3000
| 年     | エントラント             | 1     | 2     | 3     | 4     | 5       | 6     | 7     | 8     | DC  | ポイント |
| ------ | ------------------------ | ----- | ----- | ----- | ----- | ------- | ----- | ----- | ----- | --- | -------- |
| 2001年 | ドラコ・ジュニア・チーム | VLL 1 | PER 1 | MNZ 1 | DON 8 | ZOL Ret | IMO 1 | NÜR 1 | VAL 1 | 1位 | 60       |

- 太字はポールポジション、斜字はファステストラップ。(key)

### ヨーロピアン・スーパーツーリングカー選手権
| 年     | チーム               | エンジン            | 1     | 2     | 3     | 4     | 5     | 6     | 7     | 8     | 9     | 10    | 11    | 12    | 13    | 14    | 15    | 16    | 17       | 18      | 19      | 20        | DC   | ポイント |
| ------ | -------------------- | ------------------- | ----- | ----- | ----- | ----- | ----- | ----- | ----- | ----- | ----- | ----- | ----- | ----- | ----- | ----- | ----- | ----- | -------- | ------- | ------- | --------- | ---- | -------- |
| 2001年 | チーム・ノルドアウト | アルファロメオ・156 | MNZ 1 | MNZ 2 | BRN 1 | BRN 2 | MAG 1 | MAG 2 | SIL 1 | SIL 2 | ZOL 1 | ZOL 2 | HUN 1 | HUN 2 | A1R 1 | A1R 2 | NÜR 1 | NÜR 2 | JAR 1 14 | JAR 2 6 | EST 1 5 | EST 2 Ret | 23位 | 71       |

- 太字はポールポジション、斜字はファステストラップ。(key)

### F1
| 年     | エントラント | シャシー   | エンジン                          | 1       | 2       | 3       | 4      | 5       | 6       | 7       | 8       | 9       | 10      | 11      | 12      | 13      | 14      | 15      | 16      | 17      | 18      | 19     | 20      | 21    | WDC  | ポイント |
| ------ | ------------ | ---------- | --------------------------------- | ------- | ------- | ------- | ------ | ------- | ------- | ------- | ------- | ------- | ------- | ------- | ------- | ------- | ------- | ------- | ------- | ------- | ------- | ------ | ------- | ----- | ---- | -------- |
| 2002年 | ザウバー     | C21        | ペトロナス 02A 3.0 V10            | AUS Ret | MAL 6   | BRA Ret | SMR 8  | ESP 5   | AUT Ret | MON Ret | CAN 9   | EUR 6   | GBR 9   | FRA Ret | GER 7   | HUN 7   | BEL Ret | ITA Ret | USA     | JPN Ret |         |        |         |       | 13位 | 4        |
| 2004年 | ザウバー     | C23        | ペトロナス 04A 3.0 V10            | AUS Ret | MAL 8   | BHR 12  | SMR 10 | ESP 9   | MON 5   | EUR 9   | CAN Ret | USA Ret | FRA 13  | GBR 9   | GER 13  | HUN Ret | BEL 4   | ITA 12  | CHN 8   | JPN 9   | BRA 8   |        |         |       | 12位 | 12       |
| 2005年 | ザウバー     | C24        | ペトロナス 05A 3.0 V10            | AUS 10  | MAL 10  | BHR 7   | SMR 10 | ESP 11  | MON 9   | EUR 14  | CAN 4   | USA DNS | FRA Ret | GBR 10  | GER 8   | HUN 14  | TUR Ret | ITA 9   | BEL 10  | BRA 11  | JPN 10  | CHN 6  |         |       | 13位 | 11       |
| 2006年 | フェラーリ   | 248F1      | フェラーリ 056 2.4 V8             | BHR 9   | MAL 5   | AUS Ret | SMR 4  | EUR 3   | ESP 4   | MON 9   | GBR 5   | CAN 6   | USA 2   | FRA 3   | GER 2   | HUN 7   | TUR 1   | ITA 9   | CHN Ret | JPN 2   | BRA 1   |        |         |       | 3位  | 80       |
| 2007年 | フェラーリ   | F2007      | フェラーリ 056 2.4 V8             | AUS 6   | MAL 5   | BHR 1   | ESP 1  | MON 3   | CAN DSQ | USA 3   | FRA 2   | GBR 5   | EUR 2   | HUN 13  | TUR 1   | ITA Ret | BEL 2   | JPN 6   | CHN 3   | BRA 2   |         |        |         |       | 4位  | 94       |
| 2008年 | フェラーリ   | F2008      | フェラーリ 056 2.4 V8             | AUS Ret | MAL Ret | BHR 1   | ESP 2  | TUR 1   | MON 3   | CAN 5   | FRA 1   | GBR 13  | GER 3   | HUN 17  | EUR 1   | BEL 1   | ITA 6   | SIN 13  | JPN 7   | CHN 2   | BRA 1   |        |         |       | 2位  | 97       |
| 2009年 | フェラーリ   | F60        | フェラーリ 056 2.4 V8             | AUS Ret | MAL 9   | CHN Ret | BHR 14 | ESP 6   | MON 4   | TUR 6   | GBR 4   | GER 3   | HUN DNS | EUR     | BEL     | ITA     | SIN     | JPN     | BRA     | ABU     |         |        |         |       | 11位 | 22       |
| 2010年 | フェラーリ   | F10        | フェラーリ 056 2.4 V8             | BHR 2   | AUS 3   | MAL 7   | CHN 9  | ESP 6   | MON 4   | TUR 7   | CAN 15  | EUR 11  | GBR 15  | GER 2   | HUN 4   | BEL 4   | ITA 3   | SIN 8   | JPN Ret | KOR 3   | BRA 15  | ABU 10 |         |       | 6位  | 144      |
| 2011年 | フェラーリ   | 150°Italia | フェラーリ 056 2.4 V8             | AUS 7   | MAL 5   | CHN 6   | TUR 11 | ESP Ret | MON Ret | CAN 6   | EUR 5   | GBR 5   | GER 5   | HUN 6   | BEL 8   | ITA 6   | SIN 9   | JPN 7   | KOR 6   | IND Ret | ABU 5   | BRA 5  |         |       | 6位  | 118      |
| 2012年 | フェラーリ   | F2012      | フェラーリ 056 2.4 V8             | AUS Ret | MAL 15  | CHN 13  | BHR 9  | ESP 15  | MON 6   | CAN 10  | EUR 16  | GBR 4   | GER 12  | HUN 9   | BEL 5   | ITA 4   | SIN 8   | JPN 2   | KOR 4   | IND 6   | ABU 7   | USA 4  | BRA 3   |       | 7位  | 107      |
| 2013年 | フェラーリ   | F138       | フェラーリ 056 2.4 V8             | AUS 4   | MAL 5   | CHN 6   | BHR 15 | ESP 3   | MON Ret | CAN 8   | GBR 6   | GER Ret | HUN 8   | BEL 7   | ITA 4   | SIN 6   | KOR 9   | JPN 10  | IND 4   | ABU 8   | USA 12  | BRA 7  |         |       | 8位  | 112      |
| 2014年 | ウィリアムズ | FW36       | メルセデス PU106A Hybrid 1.6 V6 t | AUS Ret | MAL 7   | BHR 7   | CHN 15 | ESP 13  | MON 7   | CAN 12† | AUT 4   | GBR Ret | GER Ret | HUN 5   | BEL 13  | ITA 3   | SIN 5   | JPN 7   | RUS 11  | USA 4   | BRA 3   | ABU 2  |         |       | 7位  | 134      |
| 2015年 | ウィリアムズ | FW37       | メルセデス PU106B Hybrid 1.6 V6 t | AUS 4   | MAL 6   | CHN 5   | BHR 10 | ESP 6   | MON 15  | CAN 6   | AUT 3   | GBR 4   | HUN 12  | BEL 6   | ITA 3   | SIN Ret | JPN 17  | RUS 4   | USA Ret | MEX 6   | BRA DSQ | ABU 8  |         |       | 6位  | 121      |
| 2016年 | ウィリアムズ | FW38       | メルセデス PU106C Hybrid 1.6 V6 t | AUS 5   | BHR 8   | CHN 6   | RUS 5  | ESP 8   | MON 10  | CAN Ret | EUR 10  | AUT 20† | GBR 11  | HUN 18  | GER Ret | BEL 10  | ITA 9   | SIN 12  | MAL 13  | JPN 9   | USA 7   | MEX 9  | BRA Ret | ABU 9 | 11位 | 53       |
| 2017年 | ウィリアムズ | FW40       | メルセデス M08 EQ Power+ 1.6 V6 t | AUS 6   | CHN 14  | BHR 6   | RUS 9  | ESP 13  | MON 9   | CAN Ret | AZE Ret | AUT 9   | GBR 10  | HUN WD  | BEL 8   | ITA 8   | SIN 11  | MAL 9   | JPN 10  | USA 9   | MEX 11  | BRA 7  | ABU 10  |       | 11位 | 43       |

- 太字はポールポジション、斜字はファステストラップ。(key)
- † : リタイアだが、90%以上の距離を走行したため規定により完走扱い。

### フォーミュラE
| 年        | チーム                               | シャシー         | パワートレイン                       | 1       | 2       | 3       | 4       | 5      | 6       | 7       | 8      | 9      | 10      | 11     | 12      | 13     | 順位 | ポイント |
| --------- | ------------------------------------ | ---------------- | ------------------------------------ | ------- | ------- | ------- | ------- | ------ | ------- | ------- | ------ | ------ | ------- | ------ | ------- | ------ | ---- | -------- |
| 2018-19年 | ヴェンチュリー・フォーミュラEチーム  | スパーク・SRT05e | ヴェンチュリー・VFE05                | ADR 17+ | MRK 18+ | SCL Ret | MEX 8   | HKG 5  | SYX 10  | RME Ret | PAR 9+ | MCO 3  | BER 15+ | BRN 8  | NYC 16† | NYC 15 | 15位 | 36       |
| 2019-20年 | ロキット・ヴェンチュリー・レーシング | スパーク・SRT05e | メルセデス・ベンツEQ Silver Arrow 01 | DIR 12  | DIR 17  | SCL 9   | MEX Ret | MRK 17 | BER Ret | BER NC  | BER 19 | BER 10 | BER 13  | BER 16 |         |        | 22位 | 3        |

- 太字はポールポジション、斜字はファステストラップ。(key)
- + : ファンブースト。
- † : リタイアだが、90%以上の距離を走行したため規定により完走扱い。
- * : 今シーズンの順位。（現時点）

#### ウェザーテック・スポーツカー選手権／IMSA・スポーツカー選手権
| 年     | チーム   | 使用車両   | クラス | 1     | 2   | 3   | 4   | 5   | 6   | 7   | 順位  | ポイント |
| ------ | -------- | ---------- | ------ | ----- | --- | --- | --- | --- | --- | --- | ----- | -------- |
| 2024年 | ライリー | オレカ・07 | LMP2   | DAY 3 | SEB | WGL | MOS | ELK | IMS | PET | 15位* | 328*     |

- 太字はポールポジション、斜字はファステストラップ。(key)
- * : 今シーズンの順位。（現時点）